# Dobrovolný svazek obcí Policka
Dobrovolný svazek obcí Policka je svazek obcí (dle § 49 zákona č.128/2000 Sb. o obcích) v okresu Náchod, jeho sídlem je Police nad Metují a jeho cílem je koordinování celkového rozvoje území mikroregionu na základě společné strategie, koordinování územních plánů a územního plánování, přímé provádění společných investičních akcí, společná propagace mikroregionu v cestovním ruchu, přeshraniční spolupráce, aktivity vedoucí k postupnému vyrovnávání rozvojového potenciálu všech členů svazku. Sdružuje celkem 8 obcí a byl založen v roce 2002.

## Obce sdružené v mikroregionu
- Bezděkov nad Metují
- Bukovice
- Česká Metuje
- Machov
- Police nad Metují
- Suchý Důl
- Velké Petrovice
- Žďár nad Metují